# Konstantínos Dóvas
Konstantínos Dóvas (em grego: Κωνσταντίνος Δόβας; 1898 — 1973) foi um político da Grécia. Ocupou o cargo de primeiro-ministro da Grécia entre 20 de Setembro de 1961 a 4 de Novembro de 1961.